# Luray (Missouri)
Luray è un villaggio degli Stati Uniti d'America, situato nello Stato del Missouri, nella contea di Clark.